# Pierre Ier de Pra
Pierre de Pra, mort en mars entre 1257 et 1258, est un ecclésiastique valdôtain qui fut évêque d'Aoste du milieu du XIIIe siècle, sous le nom de Pierre Ier.

## Biographie

### Origines
Selon l'historiographie valdôtaine, Pierre de Pra est originaire du hameau Praz (ou Proasch en Éischemtöitschu) de la paroisse d'Issime, né vers 1195.  Pierre de Pra fait vraisemblablement partie de la famille de Pré , originaire d'Issime. L'abbé Joseph-Marie Henry reconnaît en lui l'évêque « Pierre Ier d'Aoste »
Les de Pra (ou de Pré) sont présents à Ayas depuis 1211, où sont signalés Barthélémi de Pra, et sa femme, nommée Oddé, originaires d'Issime, achètent des terres en cette ville. Il est donc possible que Barthélémy ait un lien de parenté proche avec Pierre[réf. à confirmer]. Certaines hypothèses proposent une descendance à partir de la famille suisse de Prez[réf. nécessaire].

### Contexte
La question de l'existence de trois évêques d'Aoste successifs nommés « Pierre », après Rodolphe Grossi, a longtemps été débattue, à la suite notamment de la publication de l'ouvrage de Joseph-Antoine Besson, qui n'en mentionne que deux : Pierre « de Bossa » et Pierre du Palais. Dans ses travaux, Joseph-Auguste Duc laisse cette question sans réponse du fait des difficultés à identifier l'évêque d'Aoste Pierre nommé dans les actes entre 1246 et 1259. 
On peut toutefois constater que  le martyrologe de la Cathédrale d'Aoste relève  le jour du décès de Pierre d'Étroubles  un 1er septembre  et que celui de  Pierre du Palais  est précisé par le nécrologe de la collégiale de Saint-Ours un 5 février. L'évêque Pierre décédé un 25 mars selon ce même nécrologe de Saint-Ours ne correspond donc à aucun des deux et il ne peut correspondre qu'à Pierre de Pra. On peut aussi remarquer que ce dernier est inscrit au nécrologe de Saint-Ours, ce qui implique qu'il appartient à l'ordre des chanoines réguliers de saint Augustin ; c'est d'ailleurs ainsi qu'il est qualifié à Lyon par le pape Innocent IV lorsqu'il qu'il l'établit évêque d'Aoste le 9 juin 1246. Ce qui le différencie nettement de Pierre d'Étroubles, qui ne fut évêque que pendant une brève période en 1258-1259.

### Épiscopat
Pierre de Pra apparaît pour la première fois comme évêque le 20 septembre 1246 lors de la signature d'un acte par lequel le comte de Savoie renonce une nouvelle fois au Droit de dépouille des évêques d'Aoste. En mai 1248 Guillaume Grossi l'investit de la Tour du Châtelard de La Salle. Il est ensuite mentionné dans divers actes relatifs à la gestion des biens et droits liés à la mense épiscopale en mai et juillet 1248, en décembre 1253, en février 1254 et en octobre 1256. En 1255, la  place forte  d'Issogne est encore sous le contrôle de l'église d'Aoste et cette même année l'évêque d'Aoste, Pierre de Pra, concède un règlement de justice pour la réglementation de ses rapports avec la communauté et de la coexistence avec les habitants des territoires sous sa domination. Le 4 avril 1256 il signe le décret des délégués apostoliques pour l'introduction de la règle chez les chanoines dans la province ecclésiastique de Tarentaise.
La date de sa mort n'est pas précisément connue. Aimé-Pierre Frutaz (1966) plaçait la fin de son épiscopat le 4 avril 1256, et mentionnait, d'après les sources, le jour de sa mort un 9 mars ou un 23 mars. Fedele Savio (1898) indiquait un 25 mars de l'année 1257 ou 1258. il a pour successeur Pierre d'Étroubles,.